# Amaro Pargo: entre la leyenda y la historia
Amaro Pargo: entre la leyenda y la historia es una película documental del año 2017, que aborda la vida y enigmas que rodean la figura del corsario español Amaro Rodríguez Felipe, más conocido como Amaro Pargo (1678-1747). El filme fue dirigido por Juan Alfredo Amil, y producido por Rumen Justo Reyes.

## Argumento
La película y documental narran la vida de Amaro Pargo y los misterios que rodean su figura, tales como la mención a un hijo no reconocido que el corsario tuvo en La Habana (Cuba) o la pertenencia a su patrimonio o no de la hacienda o Casa de Los Mesa en Machado (El Rosario). También aborda el descubrimiento de un documento escrito por el propio Amaro en el que habla del otorgamiento de la patente de corso por parte del rey Felipe V de España, el paradero de un desaparecido retrato suyo pintado por José Rodríguez de la Oliva, su relación con la religiosa sor María de Jesús Delgado ("La Siervita de Dios"), o si existió realmente su tesoro.

## Recepción
La película-documental fue estrenada directamente en televisión el 10 de agosto de 2017 a través de Radio Televisión Canaria con gran éxito de audiencia. Posteriormente, ha sido proyectada en espacios culturales de todas las Islas Canarias, siendo la primera película en la historia del cine canario que ha sido exhibida en todas las islas y estrenada en cinco de ellas.

## Localizaciones
Convento de Santa Catalina de Siena e Iglesia de Santo Domingo de Guzmán, ambos en San Cristóbal de La Laguna, la Ermita de Nuestra Señora del Rosario y las ruinas de la Casa de Los Mesa en Machado, finca La Miravala y viñedos El Borgoñón de Tegueste y Punta del Hidalgo (La Laguna).

## Reparto
En el documental intervienen:
- Luis de Zárate (representando al pintor dieciochesco José Rodríguez de la Oliva)
- Domingo Barbuzano (autor del libro El Corsario Amaro Pargo)
- Ramón González de Mesa (sobrino-nieto octavo de Amaro Pargo)
- Manuel Hernández González (profesor de la Universidad de La Laguna)
- Sor Cleofé (superiora del Convento de Santa Catalina de Siena)
- Alfredo López (actor que representa a Amaro Pargo en visitas teatralizadas)